# Masayoshi Okada
Masayoshi Okada (jap. 岡田正義 Okada Masayoshi; ur. 24 maja 1958) – japoński sędzia piłkarski. Na Mistrzostwach Świata w 1998 roku we Francji sędziował spotkanie fazy grupowej między reprezentacją Anglii, a reprezentacją Tunezji. W czasie swojej kariery międzynarodowej sędziował także trzy mecze podczas Puchar Azji w piłce nożnej w 1996 roku, dwa podczas Pucharu Narodów Afryki również w 1996 roku oraz jeden mecz w czasie Copa América 1999.